# Див (филм из 1956)
Див (енгл. Giant) је америчка епска вестерн драма из 1956. године. Режирао га је Џорџ Стивенс по сценарију који су адаптирали Фред Гујол и Иван Мофат, на основу романа Едне Фербер из 1952. године.
У филму главне улоге тумаче Елизабет Тејлор, Рок Хадсон и Џејмс Дин, а појављују се Керол Бејкер, Џејн Витерс, Чил Вилс, Мерцедес Мекембриџ, Денис Хопер, Сал Минео, Род Тејлор, Елза Карденас и Ерл Холиман.
Див је био последњи од три филма Џејмса Дина као главног глумца и донео му је другу и последњу номинацију за Оскара – Дин је погинуо у саобраћајној несрећи пре него што је филм изашао. Његов пријатељ Ник Адамс позван је да уради синхронизацију гласа за Динову улогу.
Стивенс је освојио Оскара за најбољег редитеља. Филм је имао додатних девет номинација за Оскара. Глумица Карол Бејкер освојила је Златни глобус за своју улогу. Године 2005, филм је изабран за чување у Националном филмском регистру САД од стране Конгресне библиотеке као „културно, историјски или естетски значајан“.

## Радња
Средином 1920-их, богати тексашки ранчер Џордан „Бик“ Бенедикт Млађи путује у Мериленд ради куповине коња. Упознаје друштвену особу Лесли Линтон, која брзо прекида везу са британским дипломатом. После бурне романсе, Лесли и Бик се венчавају и враћају на ранч Бенедиктових у Тексасу, Реата. Лесли има потешкоћа да се прилагоди свом новом животу. Бикова старија сестра, Луз, води домаћинство и негодује због Леслиног доласка. Лесли убрзо сазнаје да се од ње, као и од других жена, очекује да буде подређена тексашкој култури којом доминирају мушкарци. Џет Ринк, радник на ранчу, се заљубљује у Лесли. Када је Џет вози по округу, Лесли посматра ужасне услове живота мексичких радника. Она притиска Бика да им помогне да побољшају своју ситуацију.
Луз је убијена док је јахала на Леслијином коњу, Ратни Вентар, након што је коњ збаци из седла пошто је забила мамузе, као непријатељски чин према Лесли. Луз оставља Џету мали комад земље Бенедикта. Бик, који презире Џета, нуди да купи имање по дупло већој цени, али Џет одбија да прода и своју земљу назива „Мала Реата“.
Лесли и Бик имају близанце, Џордана III („Џорди“) и Џуди, а касније имају још једну ћерку, Луз II. Бик стално фаворизује свог малог сина и гура га у традиционално мушке активности, чему се младић опире. Брак постаје напет, а Лесли води децу својим родитељима у продужену посету. Бик одлази у Мериленд, а он и Лесли се мире и враћају у Тексас.
Џет наставља да обрађује своју земљу, на крају доспевши до нафте. Прекривен нафтом, вози се до куће Бенедикта и изјављује да ће бити богатији од њих. Џет добацује Леслију, што доводи до кратког песничења са Биком, пре него што он одвезе. Џет напредује током година. Покушава да убеди Бика да му дозволи да буши нафту на Реати. Бик, одлучан да сачува наслеђе сточарства своје породице, одбија.
Годинама касније, сада је 1941, настају тензије у вези са сада одраслом децом. Бик намерава да га Џорди наследи и води ранч, али Џорди жели да постане лекар. Лесли планира да Џуди заврши школу у Швајцарској, али она жели да студира сточарство на Texas Tech. Сваки брат и сестра успешно убеђује једног родитеља да убеди другог да им дозволи да следе своје циљеве.
На породичној божићној забави, Бик жели да Џудин нови муж, Боб Дејс, ради на ранчу након што се врати из Другог светског рата. Дејс одбија, рекавши да он и Џуди желе да изграде сопствени живот. Џет убеђује Бика да дозволи бушење нафте на његовој земљи. Схвативши да његова деца неће преузети ранч када се пензионише, Бик пристаје. Када производња нафте почне на ранчу, Бенедиктови постају богатији и моћнији.
Ривалство Бенедикт-Ринк достиже врхунац када Бенедикти откривају да је Луз II имала тајну романтичну везу са много старијим Џетом. У свом хотелу у Остину, Џет приређује велику забаву у своју част. Бенедикти су гости, али Џет не дозвољава особљу да служи Џордијеву мексичку супругу Хуану. Бесан, Џорди отпочиње и губи борбу са Џетом, који је потом избацио Џордија са догађаја. Бик изазива Џета, али видећи да пијани Џет није у стању да се брани, он и остали Бенедикти одлазе. Џет затетура у салу за банкет и седа на почасно место. Он се онесвести док покушава да одржи говор испред препуне плесне дворане. Касније, Луз II чује утученог Џета како оплакује своју неузвраћену љубав према Лесли и одлази сломљеног срца; Џет се преврне и падне на под.
Током вожње ка кућу следећег дана, породица Бенедикт се зауставља у ресторану. Натпис на шалтеру каже: "Задржавамо право да одбијемо услугу било коме", што значи да су етничке мањине непожељне. Сарџ, власник расиста, вређа Хуану и њеног и Џордијевог малог сина. Када наредник избаци мексичку породицу из ресторана, Бик му каже да их остави на миру. Бик се бори са Сарџом, који га туче, а затим баца знак на Бика. Назад у Реати, Бик се жали што није сачувао породично наслеђе Бенедикта. Лесли одговара да је, након свађе у ресторану, први пут био њен херој. Њихово породично наслеђе сматра успехом. Гледају у своја два унука, једног белца и једног Хиспанца.

## Глумачка подела
- Елизабет Тејлор као Лесли Линтон Бенедикт
- Рок Хадсон као Џордан Бик Бенедикт Старији
- Џејмс Дин као Џет Ринк
- Џејн Витер
- Роберт Николс
- Чил Вилс
- Мерседес Макејмбриџ
- Карол Бејкер
- Денир Хопер
- Френ Бонет
- Ерл Холиман
- Елса Кардер
- Пол Фикс
- Џудит Евелин
- Керолин Крејг
- Род Тејлор
- Сал Минео

## Пријем
Див је добио похвале и критичара и јавности, а према тексашком аутору Ларију Мекмарију, био је посебно популаран међу Тексашанима, иако је био оштро критичан према тексашком друштву. Босли Краутер из Њујорк тајмса написао је да је „ Џорџу Стивенсу потребно три сата и седамнаест минута да пренесе своју причу. То је обимно време да се прича о Тексасу, али господин Стивенс је направио обиман филм." Наставио је да пише да је „ Див, упркос својој сложености, снажан кандидат за награду за најбољи филм године“.
Варајети је тврдио како је „углавном био одличан филм који се снажно доживљава на свим нивоима, било да се ради о панорамским снимцима прашњавих тексашких равница који одузимају дах; личном, драматичном утицају саме приче или звучној поруци коју има да пренесе“.
У 21. веку, ТВ водич је филму дао четири звездице од пет, пишући о глуми Џејмса Дина: „Ово је била последња улога у Диновој прекраткој каријери – био је мртав када је филм изашао – и његово присуство је нестало са филмом. Он своју улогу изводи глумачком методом тог доба, а остатак глумачке екипе као да је подељен између страхопоштовања према његовом таленту и гађења због његовог попустљивости.“
Филм је добио 88% одобрења на Rotten Tomatoes на основу 48 рецензија, са просечном оценом 7,70/10. Консензус гласи: „Див је заслужио своје импозантно име високом нарацијом подржаном упечатљивом фотографијом, великим идејама и моћним радом трија легендарних холивудских глумаца.
Мање похвално је о филму говорио режисер и критичар Франсоа Трифо, који је у раној рецензији филм назвао блесавим, свечаним, лукавим, патерналистичким, демагошким филмом без икакве смелости, богатим свим врстама уступака, ситничавости и презривих поступака.

### Благајна
Див је остварио значајан успех на благајнама.
Филм је зарадио 35 милиона долара од продаје улазница током свог оригиналног студијског приказивања 1956. године, што је рекорд за филм Warner Brothers до тада. Овај рекорд није надмашен све до Ворнеровог филма Супермен касних 1970-их.
Филм је зарадио 12 милиона долара на конто изнајмљивања у Сједињеним Државама и Канади током првобитног објављивања. Није се тако добро показао на другим тржиштима где је зарадио отприлике упола мање, али је био један од  водећих хитова године у Француској, са 3.723.209 купљених улазница.